# Hernán Olave Verdugo
Hernán Modesto Olave Verdugo (Antofagasta, 24 de septiembre de 1929 - Valdivia, 9 de agosto de 1999) fue un periodista y político chileno, miembro del Partido Socialista de Chile.

## Biografía
Nació en Antofagasta el 24 de septiembre de 1929. Hijo de Modesto Olave Olave y Modesta Verdugo.
Se casó el 23 de diciembre de 1950 con Gabriela Pavez Mena y tuvieron cuatro hijos. Falleció en Valdivia, el 9 de agosto de 1999.
Profesionalmente, se desempeñó como periodista. Fundó las radios Camilo Henríquez y Austral de Valdivia.
Inició sus actividades políticas al integrarse al Partido Socialista de Chile. En las elecciones parlamentarias de 1965 fue elegido Diputado por la Vigesimosegunda Agrupación Departamental "Valdivia, La Unión y Río Bueno", período 1965-1969. Integró la Comisión Permanente de Vías y Obras Públicas; la de Economía y Comercio; la de Hacienda; la de Educación Pública; la de Relaciones Exteriores; la de Trabajo y Legislación Social; la de Minería e Industrias; la de Gobierno Interior; la de Asistencia Médico-Social e Higiene y la de Agricultura y Colonización. Miembro de la Comisión Especial Investigadora de Problemas de la Marina Mercante Nacional, 1967; y de la Investigadora del Problema Universitario, 1969.
En las elecciones parlamentarias de 1969 fue reelecto Diputado por la misma Vigesimosegunda Agrupación Departamental "Valdivia, La Unión, Río Bueno y Panguipulli", período 1969- 1973. Entre el 12 de mayo de 1970 al 21 de junio de 1971 fue segundo vicepresidente de la Cámara de Diputados. Integró la Comisión Permanente de Hacienda; la de Trabajo y Seguridad Social; y la de Agricultura y Colonización. Se incorporó a la Comisión Especial Investigadora de Intervenciones Decretadas por el Ejecutivo en Diversas Ramas de la Actividad Nacional, 1970, 1971.
En las elecciones parlamentarias de 1973 fue reelegido por la misma Agrupación Departamental. Integró la Comisión Permanente de Régimen Interior, Administración y Reglamento; y la de Trabajo y Seguridad Social.
El golpe de Estado del 11 de septiembre de 1973 puso término anticipado a su período parlamentario.

## Historia Electoral

### Elecciones parlamentarias de 1973
Elecciones parlamentarias de 1973 para 22ª Agrupación Departamental, Valdivia.
| Candidato                                 | Partido                    | Votos   | %       | Resultado |
| ----------------------------------------- | -------------------------- | ------- | ------- | --------- |
| A. Confederación de la Democracia         |                            |         |         |           |
| Eduardo Koenig Carrillo                   | PDC                        | 13 389  | 13,46 % | Diputado  |
| Pabla Toledo Obando                       | PDC                        | 9439    | 9,49 %  |           |
| José Huaquín Dipp                         | PIR                        | 1651    | 1,66 %  |           |
| Enrique Larre Asenjo                      | PN                         | 13 074  | 13,14 % | Diputado  |
| Agustín Acuña Méndez                      | PN                         | 13 754  | 13,83 % | Diputado  |
| Votos de Lista                            | CODE                       | 412     | 0,41 %  |           |
| B. Unidad Popular                         |                            |         |         |           |
| Carlos Lorca Tobar                        | PS                         | 13 832  | 13,90 % | Diputado  |
| Samuel Pérez Huerta                       | PR                         | 2147    | 2,16 %  |           |
| Héctor Ormeño Salazar                     | MAPU                       | 1745    | 1,75 %  |           |
| Hernán Olave Verdugo                      | PS                         | 16 775  | 16,86 % | Diputado  |
| Guillermo Teillier del Valle              | PCCh                       | 12 630  | 12,70 % |           |
| Votos de Lista                            | UP                         | 626     | 0,63 %  |           |
| Votos válidamente emitidos                | Votos válidamente emitidos | 99 474  | 98,78 % |           |
| Votos nulos                               | Votos nulos                | 949     | 0,94 %  |           |
| Votos en blanco                           | Votos en blanco            | 280     | 0,28 %  |           |
| Total de votos emitidos                   | Total de votos emitidos    | 100 703 | 100 %   |           |
| Fuente: Dirección del Registro Electoral. |                            |         |         |           |